# First responder

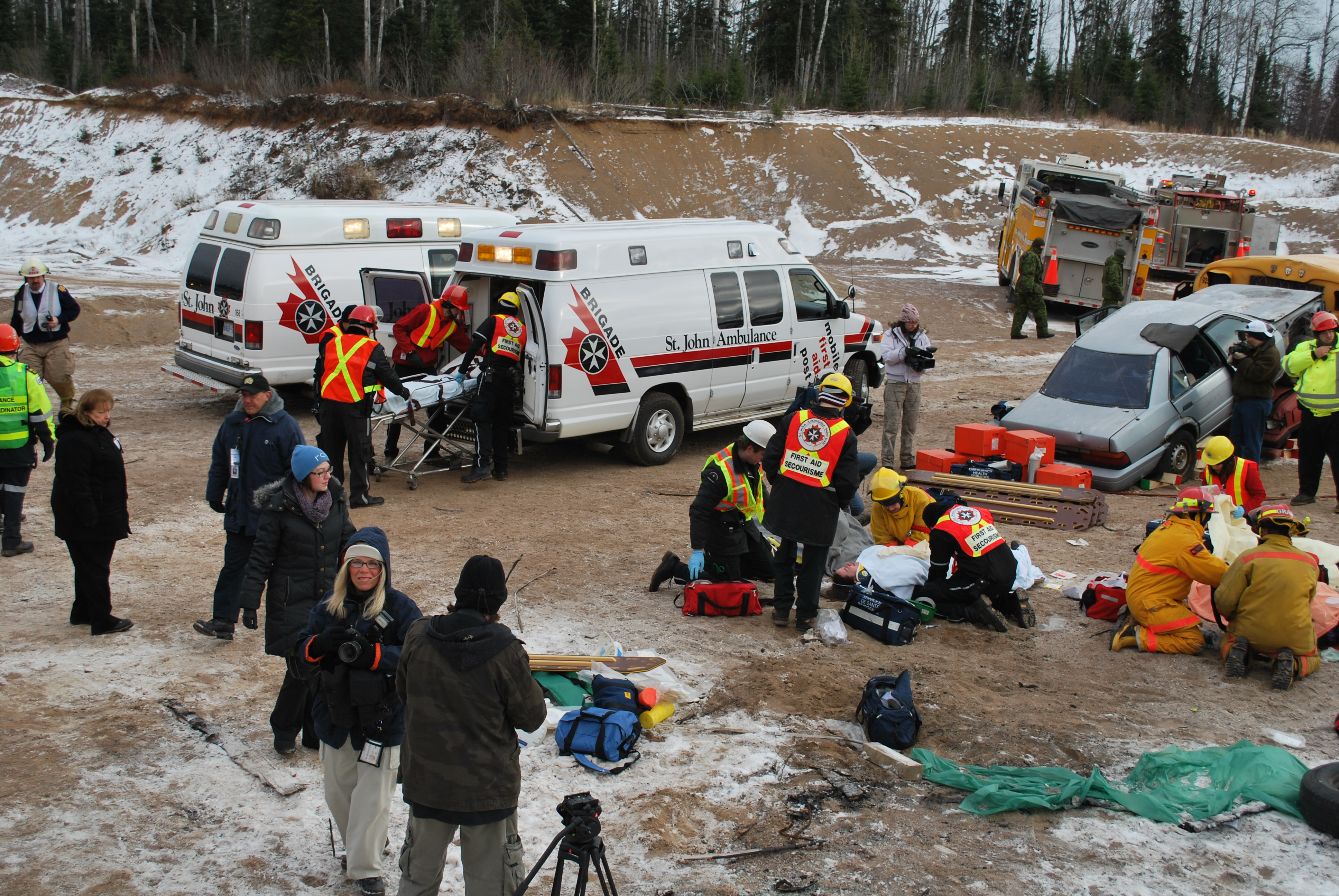
Os socorristas da St. John Ambulance e dos bombeiros auxiliam os paramédicos durante um exercício fora de Thunder Bay, Ontário, Canadá.

First responder, em português primeiro respondedor ou primeiro interventor, mais conhecido como socorrista, é uma pessoa com treinamento especializado que está entre os primeiros a chegar e fornecer assistência no local de uma emergência, como um acidente, desastre natural ou ataque terrorista. Os socorristas normalmente incluem paramédicos, técnicos de emergência médica, policiais, bombeiros, resgatadores e outros membros treinados de organizações ligadas a esse tipo de trabalho. Um socorrista certificado é aquele que recebeu a certificação para prestar atendimento pré-hospitalar em uma determinada jurisdição, por exemplo, o primeiro socorrista certificado na França. Um socorrista da comunidade é uma pessoa enviada para atender emergências médicas até que uma ambulância chegue. Um socorrista assistente é treinado para fornecer atendimento pré-hospitalar em ambientes remotos e, portanto, terá habilidades de embalar pacientes de maneira ad hoc e transportá-los por meios não motorizados.
O termo também aplica-se na área de forense computacional, o qual define a pessoa que é responsável por preservar uma cena que envolve um cibercrime, bem como reconhecer, coletar e guardar evidências digitais.

## Jurisdições específicas
Algumas jurisdições têm leis especiais que definem e estabelecem os direitos e deveres dos socorristas.

### Estados Unidos
O termo first responder é definido na Diretriz Presidencial de Segurança Interna dos EUA, HSPD-8 e diz:

O termo "first responder" refere-se àqueles indivíduos que nos estágios iniciais de um incidente são responsáveis pela proteção e preservação da vida, propriedade, evidência e meio ambiente, incluindo provedores de resposta a emergências, conforme definido na seção 2 do Homeland Security Act de 2002 (6 U.S.C. § 101), bem como gestão de emergências, saúde pública, atendimento clínico, obras públicas e outras equipes de suporte capacitadas (como operadores de equipamentos) que prestam serviços de apoio imediato durante operações de prevenção, resposta e recuperação.